# Fernando Ortuño Blasco
Fernando Ortuño Blasco (Granollers, Barcelona, 12 de octubre de 1945-ibídem, 13 de julio de 2015) fue un futbolista español que jugaba en la demarcación de delantero.

## Biografía
Tras formarse en las filas inferiores del EC Granollers, finalmente subió al primer equipo en 1963 para jugar en la Tercera División de España. Dos años más tarde fichó por el CE Sabadell, donde jugó seis partidos de liga. En la siguiente temporada tuvo que cumplir el servicio militar en Ceuta, jugando en calidad de cedido en el Club Atlético de Ceuta. Al finalizar el servicio militar volvió al Sabadell para disputar otros 55 partidos y anotar sus nueve primeros goles como jugador de primera división. Tras su actuación en el club sabadellense fichó por el Real Madrid CF, donde solo pudo jugar cuatro encuentros, además de cuatro partidos de copa y uno de la recopa de Europa. En el club madrileño se alzó con una liga y con una Copa del Rey. Posteriormente jugó dos temporadas en el CD Castellón. En la primera temporada, recién ascendido el CD Castellón, consiguieron una meritoria quinta posición, disputando además la final de la copa del Rey que perdieron 2-0 contra el Athletic de Bilbao. Se retiró como futbolista en el CD Castellón en 1974.
Llegó a disputar siete partidos y anotó un gol con la selección de fútbol amateur de España, representando a España en los Juegos Olímpicos de México 1968 donde cayeron en cuartos de final 2-0 contra la selección anfitriona. España consiguió la sexta plaza y todos los jugadores obtuvieron por tanto diploma olímpico «que premia el cuarto, quinto y sexto lugar».
Con la selección amateur de España «actual sub-23» se proclamó campeón de Europa en Italia 1970 participando en los tres partidos de la fase final.
Falleció el 13 de julio de 2015 a los 69 años de edad.

## Clubes
| Club                            | País   | Año         | Partidos | Goles |
| ------------------------------- | ------ | ----------- | -------- | ----- |
| EC Granollers                   | España | 1963 - 1965 |          |       |
| CE Sabadell                     | España | 1965 - 1966 | 6        | 0     |
| Club Atlético de Ceuta (cedido) | España | 1966 - 1967 | 28       | 5     |
| CE Sabadell                     | España | 1967 - 1970 | 55       | 9     |
| Real Madrid CF                  | España | 1970 - 1972 | 9        | 1     |
| CD Castellón                    | España | 1972 - 1974 | 31       | 6     |

## Palmarés

### Campeonatos nacionales
| Título                     | Club           | País   | Año  |
| -------------------------- | -------------- | ------ | ---- |
| Copa del Rey               | Real Madrid CF | España | 1970 |
| Primera División de España | Real Madrid CF | España | 1972 |